# Alba (trovador)
Un alba es un subgénero literario de la lírica tradicional y de la lírica culta trovadoresca que describe el disgusto de los amantes que, habiendo pasado la noche juntos, tienen que separarse al llegar la mañana.
En el caso de la lírica trovadoresca occitana,son 8, 7.hermanos y su abuela esa separación se debe al miedo a ser sorprendidos por el marido, ya que en la lírica antigua el amor adúltero era más poético porque los matrimonios solían ser concertados por los padres y no por amor, sino por intereses económicos. Interviene también en la lírica trovadoresca provenzal el personaje del guaita (vigilante) que es el amigo que tiene que permanecer alerta y que se encarga de avisar, al hacerse de día, que ha llegado la hora de separarse. A veces los amantes se enfadan con el amigo ya que les avisa antes de hora; le acusan de no haber dormido y de tener ganas de dejar la vigilancia.
El alba siguiente no es habitual en cuanto a estrofas. Se trata de una composición de autor anónimo y de una sola estrofa que condensa perfecta y delicadamente el contenido que en otras poesías ocupa muchos versos, que detallan las sensaciones del caballero y de la dama antes de separarse.
| I Quan lo rosinhols escria ab sa part la nueg e.l dia, yeu suy ab ma bell'amia jos la flor, tro la gaita de la tor escria: "Drutz, al levar! Qu'ieu vey l'alba e.l jorn clar." | I Cuando el ruiseñor trina con su pareja de noche y de día yo estoy con mi bella amiga bajo la flor, hasta que el vigilante de la torre llama: "Amantes, ¡A levantarse! que yo veo el alba y el día claro." |

Nota: La información para la realización del artículo original en catalán ha sido extraída de Els trobadors catalans con su autorización.
- Datos: Q1991629